# Ижморский
Ижморский — посёлок городского типа в Ижморском районе Кемеровской области России.
Население — 4789 чел. (2021).
Расположен в 150 км от областного центра — города Кемерово на Транссибирской железнодорожной магистрали.

## История
В 1893 году, в связи со строительством Великой транссибирской магистрали, возникла Ижморская железнодорожная станция, которая получила название от села Ижморка, находившегося в трёх километрах. В свою очередь селу дали название переселенцы из Пензенской губернии, где существовали и до сих пор есть сёла Большая и Малая Ижмора. Так на этом месте вырос населённый пункт. В 1911 году в нём проживало 860 человек.
Решениями исполкома Кемеровского областного Совета депутатов трудящихся от 17 мая 1958 года посёлок Ижморка Ижморского района отнесен к категории рабочих поселков, с присвоением наименования — рабочий посёлок Ижморский.

## Население
| 1959  | 1970  | 1979  | 2002  | 2009  | 2010  | 2011  |
| ----- | ----- | ----- | ----- | ----- | ----- | ----- |
| 5195  | ↘4988 | ↗5837 | ↗6101 | ↘5642 | ↘5615 | ↘5603 |
| 2012  | 2013  | 2014  | 2015  | 2016  | 2017  | 2018  |
| ↘5507 | ↘5370 | ↘5191 | ↘5074 | ↘4963 | ↘4879 | ↘4793 |
| 2019  | 2020  | 2021  |       |       |       |       |
| ↘4735 | ↘4693 | ↗4789 |       |       |       |       |